# Tatjana Gucu
Tatjana Konstantinowna Gucu (ros. Татьяна Константиновна Гуцу; ur. 5 września 1976 w Odessie) – gimnastyczka, czterokrotna medalistka olimpijska z Barcelony.
Urodziła się na terenie dzisiejszej Ukrainy w rodzinie o rumuńskich korzeniach. Igrzyska w 1992 były jej jedyną olimpiadą. Startowała w niej w barwach Wspólnoty Niepodległych Państw. Triumfowała w wieloboju indywidualnym oraz w drużynie. Zajęła drugie miejsce w ćwiczeniach na poręczach oraz trzecie w ćwiczeniach wolnych. Była medalistką mistrzostw świata w 1991 (jako reprezentantka ZSRR). Sięgnęła po złoto w drużynie, była druga w ćwiczeniach na poręczach i równoważni. W 1992 była również multimedalistką mistrzostw Europy, zdobywając trzy złote medale (wielobój indywidualny, skok i poręcze), srebro (równoważnia) oraz brąz (ćwiczenia wolne).
Po zakończeniu kariery sportowej zamieszkała w USA. W 2017 oskarżyła Witalija Szczerbę (także gimnastyka i multimedalistę olimpijskiego z Barcelony) o gwałt dokonany na niej w 1991, kiedy miała 15 lat.